# Aire d'attraction de la Tour-du-Pin
L'aire d'attraction de la Tour-du-Pin est un zonage d'étude défini par l'Insee pour caractériser l’influence de la commune de La Tour-du-Pin sur les communes environnantes.

### Carte

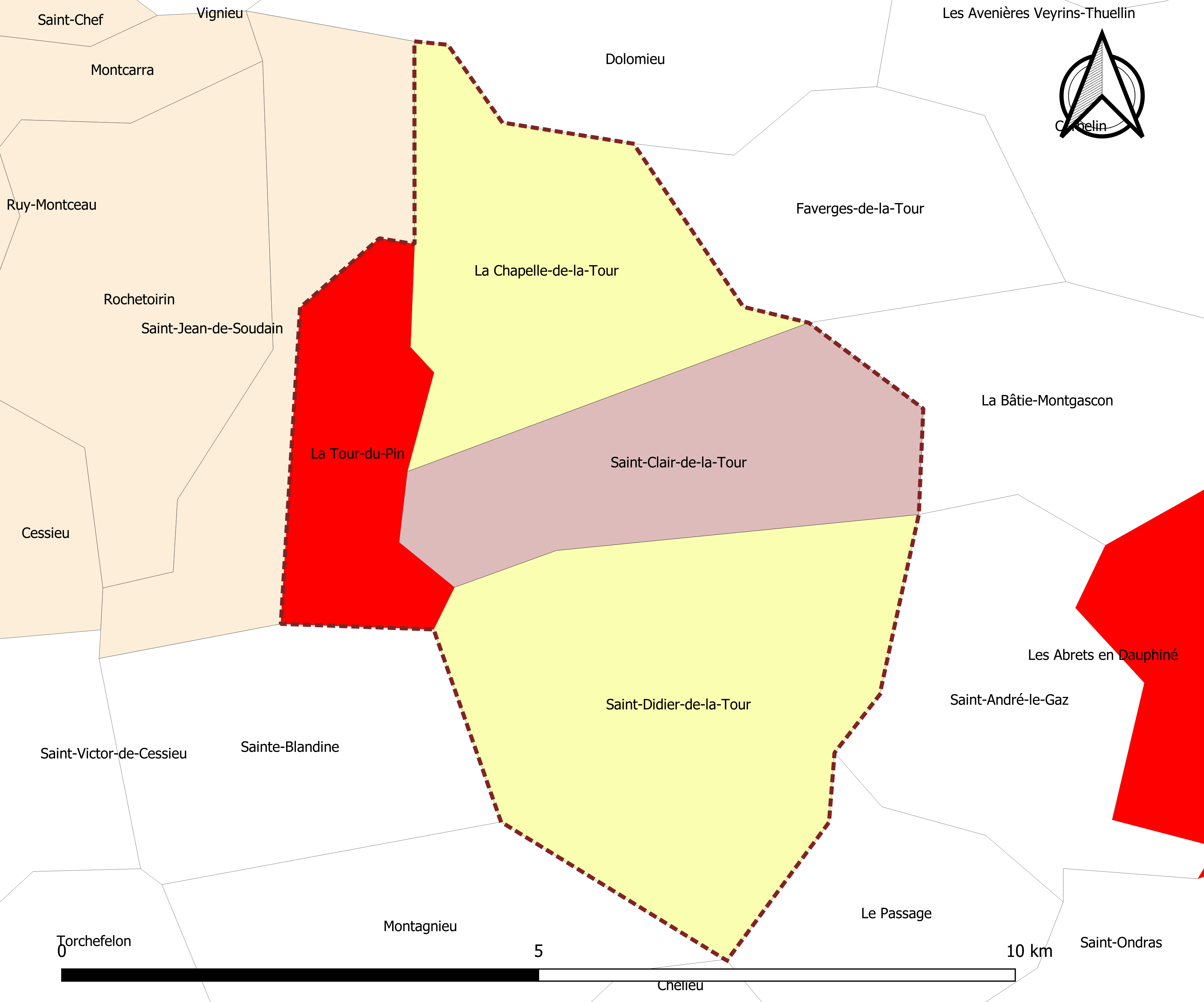
Carte de l'aire d'attraction de la Tour-du-Pin.
Commune-centre
Commune du pôle principal
Commune de la couronne

## Définition
L'aire d'attraction d'une ville est composée d’un pôle, défini à partir de critères de population et d’emploi ainsi que d’une couronne constituée des communes dont au moins 15 % des actifs travaillent dans le pôle. Le pôle d’attraction constitue ainsi un point de convergence des déplacements domicile-travail,.

## Géographie
L’aire d'attraction de la Tour-du-Pin est une aire intra-départementale qui comporte 4 communes dans l'Isère. 

### Composition communale
| Nom                             | Code Insee | Département | Statut                    | Superficie (km2) | Population (dernière pop. légale) | Densité (hab./km2) | Modifier                                    |
| ------------------------------- | ---------- | ----------- | ------------------------- | ---------------- | --------------------------------- | ------------------ | ------------------------------------------- |
| La Tour-du-Pin (commune-centre) | 38509      | Isère       | commune-centre            | 4,77             | 8 123 (2022)                      | 1 703              | modifier les données · modifier les données |
| Saint-Clair-de-la-Tour          | 38377      | Isère       | commune du pôle principal | 9,24             | 3 526 (2022)                      | 382                | modifier les données · modifier les données |
| La Chapelle-de-la-Tour          | 38076      | Isère       | commune de la couronne    | 9,04             | 1 936 (2022)                      | 214                | modifier les données · modifier les données |
| Saint-Didier-de-la-Tour         | 38381      | Isère       | commune de la couronne    | 14,63            | 2 125 (2022)                      | 145                | modifier les données · modifier les données |

## Démographie
Cette aire est catégorisée dans les aires de moins de 50 000 habitants, une catégorie qui regroupe 12,2 % de la population au niveau national,.